# Богомолец, Францишек
Францишек Богомолец (пол. Franciszek Bohomolec; 1720—1784) — деятель польского Просвещения, иезуитский богослов. Основоположник польского театра, поэт, лингвист, историк, издатель; старший брат Пётра Тадеуша Богомольца.

## Ранние годы
Францишек Богомолец родился 29 января 1720 года предположительно в родительском имении Глубоком Витебского уезда Полоцкого воеводства Великого княжества Литовского. Был старшим сыном в многодетной семье витебского стольника Павла Юзефа Богомольца (1690—1759) и Францишки Цедровской (1695 — до 1755) герба «Одровонж».
24 июня 1737 года в возрасте 17 лет вступил в орден иезуитов после нескольких лет обучения в виленском конвикте (религиозном учебном заведении).
Несколько лет Францишек Богомолец преподавал в Виленской коллегии. Там он написал свои первые пьесы — «Цезарь в Египте» (считается оригинальной) и «Лизимах» (переработка оригинального сюжета французской трагедии). Затем переехал в Варшаву, но уже в 1747 году его направляют в Рим на двухгодичные курсы риторики и теологии.
В Риме Францишек Богомолец был рукоположен в ксёндза. По возвращении был назначен преподавателем риторики в Виленской академии, где проработал до 1751 года.

## Драматург, филолог
В Вильне Францишек Богомолец пишет свои первые стихи. В 1750 году 30-летний священник был назначен профессором Варшавской шляхетской коллегии Залуских. Там он продолжил заниматься театром. Сначала переделывал для гимназических спектаклей пьесы французских авторов — Мольера и других. Затем начал писать оригинальные сюжеты.
В своих пьесах Францишек Богомолец высмеивал консерватизм, ограниченность и невежество тогдашней шляхты.
В 1753 году он был официально утвержден руководителем театра в коллегии Залуских.
Он составил фразеологический латинско-польский словарь. Филологи оценивают его как значительный шаг в формировании новой языковой культуры в эпоху польского Просвещения. В то время речь шляхтичей представляла собой так называемый макаронизм — смесь польских и латинских слов, не всегда понятную даже самим собеседникам.
Во время одной из церемоний открытия учебного года в коллегии Залуских он произнёс речь в защиту польской культуры и языка. Это его выступление, известное под названием Pro ingeniis Polonorum («Об уме поляков»), представляло собой ответ на критические выпады одного итальянского монаха ордена пиаров в его работе «Ночи сарматские».

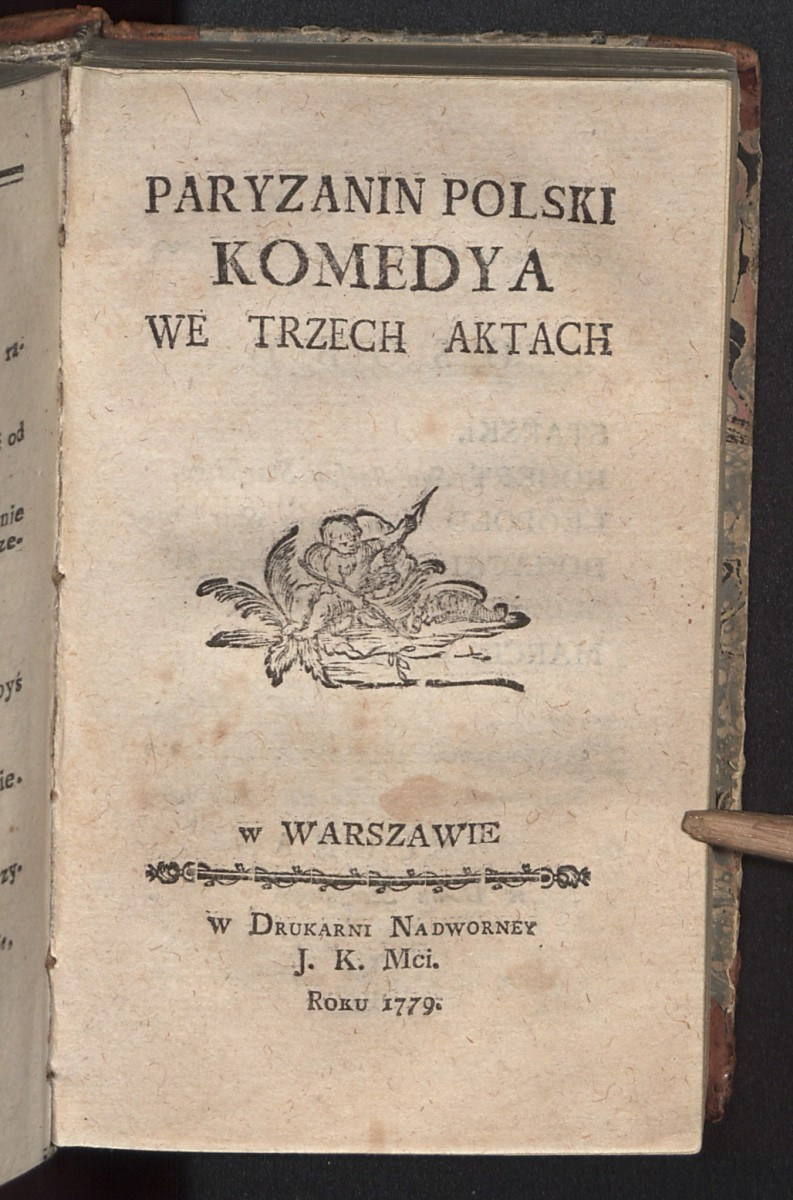
Комедия Францишка Богомольца «Польский парижанин». Обложка. Национальная библиотека, Варшава

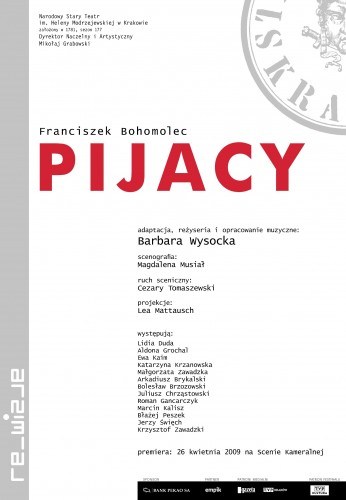
Афиша пьесы «Пьяницы» Францишка Богомольца в постановке польского режиссёра Барбары Высоцкой. Старый Национальный театр, Краков

В 1752 году Францишек Богомолец опубликовал «в продолжение темы» первую редакцию «Разговоров о польском языке» (De lingua Polonica colloquium). Работа была написана на латыни, однако через шесть лет в сборнике школьных упражнений «Поэтические забавы» она вышла на польском языке. В ней шла речь об основах перевода, о необходимости знания иностранных языков, выдвигалась идея о создании языковой академии.
Францишек Богомолец начинал писать трагедии для постановки в студенческих театрах. Однако в истории драматургии более известный как комедиограф. Особенно популярны комедии «Пьяницы», «Брак по календарю», написанные простым разговорным языком того времени. В них чувствуется влияние Мольера и Карло Гольдони (Францишек Богомолец был первым переводчиком Мольера на польский язык), но по сути это оригинальный материал.
Всего драматургическое наследие Францишека Богомольца насчитывает пять томов, а на сцене шляхетской коллегии он поставил 25 пьес.
Францишек Богомолец написал также либретто к постановкам «Осчастливленная нужда» (Nędza uszczęśliwiona, 1770) и «Целомудренная простота» (Prostota cnotliwa, 1779). Это были первые оперы польском языке.
Францишек Богомолец — автор многих шуточных песен, которые со временем получили статус народных. Самая известная из них — Kurdesz nad Kurdeszami («Приятель над приятелями»), посвященная другу Францишка Богомольца, купцу и ростовщику, владельцу пивной, где автор любил проводить время.

## Медийная и издательская деятельность
Францишек Богомолец издал сборник стихов, анекдотов и забавных случаев «Развлечения утешительные и остроумные» («Rozrywki ucieszne i dowcipne»). Сборник пережил только при жизни составителя шесть изданий — и это не считая многочисленных «пиратских» копий.
С 1761 по 1765 год Францишек Богомолец — главный редактор первых в Польше газет Wiadomości Uprzywilejowanych Warszawskich («Новости для привилегированных варшавян») и Kurier Polski. В газетах печатали информация как о событиях в Речи Посполитой, так и за её пределами.
В 1765—1768 годах Францишек Богомолец редактирует журнал Monitor («Наставник») — первое специализированное педагогическое периодическое издание на территории Речи Посполитой.
Одновременно на редакторе лежали обязанности префекта библиотеки и типографии коллегии Залуских. Типография стала пожизненным месту работы Францишка Богомольца, когда после запрета иезуитского ордена она перешла в собственность королевского двора.
В этой типографии Франтишек Богомолец упорядочил и издал четырёхтомное «Собрание польских хроник» («Zbiór dziejopisów polskich»), содержащий труда видных историков Речи Посполитой — Мартина Бельского, Мацея Стрыйковского, Мартина Кромера и Александра Гваньини.
Кроме того, он издавал работы других польских историков и сам занимался историографией. Его перу принадлежит написанное по заказу короля «Краткое описание царства турецкого» (1770), а также биографии великих коронных канцлеров Речи Посполитой — Яна Замойского и Ежи Оссолинского.
В «типографии Богомольца» выходили также труды античных авторов — Демосфена, Тита Ливия, Цицерона, Тацита, а также Яна Кохановского, Станислава Ожеховского и др. Там же появился на свет первый на территории Речи Посполитой основан самим Францишком Богомольцем литературный журнал — Zabawy Przyjemne i Pożyteczne («Развлечения приятные и полезные»), который выходил с 1770 по 1777 год.
Издавались также учебники для школ Комиссии народного образования — первого министерства образования в Речи Посполитой, созданной постановлением сейма по инициативе короля Станислава-Августа Понятовского в октябре 1773 года.
Большинство работ собственного сочинения Францишек Богомолец издал анонимно, а гонорары за них отдавал на содержание шляхетской коллегии.

## После смерти
Умер Франтишек Богомолец 26 марта 1784 года. Похоронен на Повонзковском кладбище под Варшавой без памятника (возможно, по его желанию).
После его смерти за ним осталось 3 тысячи злотых. Согласно завещанию, эти деньги были переданы варшавской городской власти «для помощи несчастным людям», независимо от их происхождения.
В дальнейшем на основе этих средств сформировался варшавский «фонд Богомольца», который существовал до начала XX века и прекратил своё существование лишь с началом первой мировой войны.